# Alan Pérez
Alan Pérez Lezaun (Zurrukain, 15 juli 1982) is een Spaans voormalig wielrenner die tussen juni 2006 en 2012 reed voor Euskaltel-Euskadi. Zijn enige overwinning was een etappe in de Ronde van Navarra.
Hij is een neef van oud-wielrenner en mountainbiker Roberto Lezaun.

## Overwinningen
2004
4e etappe Ronde van Navarra

## Resultaten in voornaamste wedstrijden
| Jaar | Ronde van Italië | Ronde van Frankrijk | Ronde van Spanje |
| ---- | ---------------- | ------------------- | ---------------- |
| 2007 |                  |                     | 94e              |
| 2008 | 72e              |                     | 69e              |
| 2009 |                  | buiten tijd         | 92e              |
| 2010 |                  | 129e                |                  |
| 2011 |                  | 94e                 |                  |
| 2012 |                  |                     |                  |

| Jaar | Milaan-San Remo | Gent-Wevelgem | Ronde van Vlaanderen | Parijs-Roubaix | Amstel Gold Race | Luik-Bast.‑Luik | Ronde van Lombardije |
| ---- | --------------- | ------------- | -------------------- | -------------- | ---------------- | --------------- | -------------------- |
| 2007 |                 | 67e           | 102e                 | opgave         |                  |                 | 38e                  |
| 2008 | 113e            | 108e          | opgave               | opgave         |                  |                 | 50e                  |
| 2009 |                 |               |                      |                | 79e              | opgave          |                      |
| 2010 | 36e             |               |                      |                | opgave           | opgave          |                      |
| 2011 |                 |               | opgave               | 103e           | opgave           | opgave          | opgave               |
| 2012 |                 |               | opgave               | opgave         |                  |                 |                      |

## Ploegen
- 2005 –  Orbea
- 2006 –  Orbea (tot 31-5)
- 2006 –  Euskaltel-Euskadi (vanaf 1-6)
- 2007 –  Euskaltel-Euskadi
- 2008 –  Euskaltel-Euskadi
- 2009 –  Euskaltel-Euskadi
- 2010 –  Euskaltel-Euskadi
- 2011 –  Euskaltel-Euskadi
- 2012 –  Euskaltel-Euskadi